# Liu Xijun
Liu Xijun, född 130 f.Kr., död 101 f.Kr, var en kinesisk prinsessa och diktare. 
Hon var dotter till Liu Jian och sondotter till prins Liu Fei av Jiangdu, bror till kejsar Han Wudi, som adopterade henne och gav henne titel och status som kejserlig prinsessa. Hon var den första prinsessan i Kina som blev känd som författare, och även den första mer väldokumenterade prinsessan i Kina. 
Hennes adoptivfar kejsaren arrangerade år 105 f.Kr. ett diplomatiskt äktenskap mellan henne och kung Liejiaomi av Wusun i en allians mot Xiongnu. Hennes make var mycket äldre och deras relation var ytlig och barnlös. Maken arrangerade före sin död ett äktenskap mellan henne och hans sonson och tronföljare Cenzou, något hon motsatte sig för att det gick mot kinesisk sed, men gick med på sedan kejsaren befallt henne att samtycka. 